# Mats Persson (politiker)
Mats Robert Persson, född 27 november 1980 i Markaryd, är en svensk politiker (liberal) och ekonomhistoriker som är ordinarie riksdagsledamot sedan 2014, invald för Skåne läns södra valkrets. Han var Sveriges utbildningsminister 2022–2024 och Sveriges arbetsmarknads- och integrationsminister 2024–2025.
Mellan 2009 och 2014 var han regionråd i Region Skåne. Han valdes in i Liberalernas partistyrelse 2011 och var från 2016 till 2022 (med ett kortare uppehåll 2019) partiets ekonomisk-politiske talesperson. 

## Biografi
Persson disputerade 2015 i ekonomisk historia vid Lunds universitet på en avhandling om sjukfrånvaro och tidig pensionering hos immigranter i Sverige under perioden 1981–2003.

### Tidigt politiskt engagemang
Persson var 2003–2004 andre vice och 2004–2006 förste vice förbundsordförande för Liberala ungdomsförbundet (LUF). Mellan 2009 och 2014 var han regionråd för Liberalerna i Region Skåne; från 2010 var han ansvarig för Skånetrafiken som ordförande för kollektivtrafiknämnden.

### Riksdagsledamot
Persson är riksdagsledamot sedan valet 2014. Han var till en början ledamot i skatteutskottet 2014–2016. Mellan maj 2016 och februari 2019 samt mellan augusti 2019 och oktober 2022 var han ledamot i finansutskottet och partiets ekonomisk-politiske talesman. Att han lämnade posten 2019 berodde på att han ogillade det budgetsamarbete med den socialdemokratiskt ledda regeringen som Liberalerna inlett i januari samma år, och inte såg sig som rätt person för rollen i det läget, men efter att Nyamko Sabuni blivit ny partiledare övertygade hon honom att återvända på posten. Han var ledamot i utbildningsutskottet 2019 och har också under olika perioder varit suppleant i bland annat arbetsmarknadsutskottet, EU-nämnden, socialförsäkringsutskottet och trafikutskottet.
Han var Liberalernas gruppledare i riksdagen mellan april och oktober 2022.

### Utbildningsminister
Efter valsegern för oppositionen 2022 utsågs Persson till utbildningsminister i regeringen Kristersson. I den rollen drev han 2023 igenom ett beslut om att mer än halvera mandatperioden för högskolornas styrelser. Landets högskolerektorer formulerade ett protestbrev där de menade att beslutet kommer att leda till en farlig utveckling.

### Arbetsmarknadsminister
I regeringsombildningen i september 2024 blev Persson arbetsmarknads- och integrationsminister, efter att ha bytt ministerpost med Liberalernas partiledare Johan Pehrson. I samband med att Simona Mohamsson tillträdde som Liberalernas partiledare i juni 2025 meddelade Persson sin avgång som minister.